# Ibănești (gmina w okręgu Marusza)
Ibănești – gmina w Rumunii, w okręgu Marusza. Obejmuje miejscowości Blidireasa, Brădețelu, Dulcea, Ibănești, Ibănești-Pădure, Lăpușna, Pârâu Mare, Tireu, Tisieu i Zimți. W 2011 roku liczyła 4357 mieszkańców.

## Współpraca
Miejscowość partnerska:
- Bièvre, Belgia